# الباتروس- إل 72
الباتروس- إل 72 (بالإنجليزية: Albatros L 72)‏ هي طائرة شحن، ونقل وتوزيع صحف، ذات سطحين، وبمحرك واحد. أنتجت في ألمانيا. من صناعة الباتروس للطائرات. كان أول طيران لها في 1926. صنع منها 4 طائرات.